# Thomas Rettke
Thomas Rettke (* 1960) ist ein deutscher Sänger, Songwriter und Produzent. Er wurde mit der von ihm gegründeten Heavy-Metal-Band Heavens Gate bekannt.

## Leben
Rettke gründete 1982 seine erste eigene Metal-Band Steeltower. Er schrieb den Großteil der Songs für Steeltower und wurde deren Leadsänger.
Nach einer ersten Demoaufnahme unterschrieb die Band kurze Zeit später ihren ersten Plattenvertrag. Im Horus Sound Studio in Hannover wurde 1984 das Album Night of the Dog aufgenommen. Die Platte verkaufte sich in allein in Deutschland über 10.000 Mal. Die Band löste sich zwei Jahre später wieder auf. Rettke gründete 1988 die Band Heavens Gate, welche vor allem in Japan und Südamerika Erfolge erzielen konnte. Die Band löste sich im Jahr 1999 auf und Rettke gründete 2005 die Band Redkey zusammen mit seinem ehemaligen Mitmusiker und Produzenten Sascha Paeth und veröffentlichte das Album Rage of Fire. Rettke arbeitet seitdem hauptsächlich im Studio als Vocalcoach, Chorsänger und Produzent. Er sang bei Produktionen von Avantasia, Edguy, Kamelot, Rhapsody of Fire, Aina und Victory.
Thomas war als Lead- und Backgroundsänger Gast auf der Avantasia „The Mystery World Tour“ 2013/ 2014.
Thomas Rettke lebt in Wolfsburg.

## Diskographie
- 1984: Steeltower – Night of the Dog
- 1989: Heavens Gate – In Control
- 1990: Heavens Gate – Open the Gate and Watch! (Mini-LP)
- 1991: Heavens Gate – Livin’ in Hysteria
- 1991: Heavens Gate – More Hysteria (Mini-LP)
- 1992: Heavens Gate – Hell for Sale!
- 1993: Heavens Gate – Live for Sale! (Live In Japan)
- 1996: Heavens Gate – Planet E.
- 1997: Heavens Gate – In the Mood (Unplugged & Acoustic Versions)
- 1999: Heavens Gate – Menergy
- 1999: Heavens Gate – Boxed (Compilation)
- 2006: Redkey – Rage of Fire

## Tributes
- A Tribute to Judas Priest - The Sentinel
- The Keepers of Jericho - A Tribute to Helloween - A little Time